# Lothar Hentschel
Lothar Hentschel (* 19. Februar 1930 in Gelsenkirchen; † 18. Januar 1999 in Marl) war ein deutscher Politiker und Landtagsabgeordneter (SPD).

## Leben und Beruf
Nach dem Besuch der Volksschule absolvierte er bis 1945 eine Lehre als Flugzeugelektromechaniker. Nach Ende des Zweiten Weltkriegs konnte diese Ausbildung nicht fortgesetzt werden, so dass er bis 1949 eine Lehre als Elektroinstallateur absolvierte. 
Ab 1945 war Hentschel Mitglied der Sozialistischen Arbeiterjugend „Die Falken“ und der Gewerkschaft IG Metall und später der Gewerkschaft Öffentliche Dienste, Transport und Verkehr. 1947 wurde Hentschel Mitglied der SPD und 1954 hauptamtlicher Jugendsekretär im Bezirk Westliches Westfalen der SPD. Es schlossen sich weitere hauptamtliche Tätigkeiten als Geschäftsführer des SPD-Unterbezirks Recklinghausen, als Bezirksgeschäftsführers und seit 1973 als Landesgeschäftsführers der SPD an.

## Abgeordneter
Vom 28. Mai 1975 bis 30. Mai 1990 war Hentschel Mitglied des Landtags des Landes Nordrhein-Westfalen. Er wurde jeweils in den Wahlkreisen 094 Recklinghausen-Land II bzw. 082 Recklinghausen II direkt gewählt.
Dem Rat der Stadt Marl gehörte er von 1979 bis 1996 an. 11 Jahre, von 1984 bis 1995, war er Bürgermeister der Stadt. Von 1965 bis 1970 und von 1972 bis 1975 war Hentschel Mitglied im Kreistag des Kreises Recklinghausen. Außerdem war er von 1965 bis 1970 Mitglied der Landschaftsversammlung des Landschaftsverbandes Westfalen-Lippe.

## Sonstiges
Hentschel war Träger des Bundesverdienstkreuzes I. Klasse. In Marl wurde die Lothar-Hentschel-Straße nach ihm benannt. Das Lothar-Hentschel-Haus in Marl ist eine Seniorenbegegnungsstätte der Arbeiterwohlfahrt. Für die Verdienste um die Städtepartnerschaft wurde ihm die Ehrenbürgerschaft der Stadt Bitterfeld verliehen.